# Smedjebacken (Gemeinde)
Koordinaten: 60° 9′ N, 15° 25′ O

Smedjebacken ist eine Gemeinde (schwedisch kommun) in der schwedischen Provinz Dalarnas län und der historischen Provinz Dalarna. Der Hauptort der Gemeinde ist Smedjebacken.

## Orte
Folgende Orte sind Ortschaften (tätorter):
- Gubbo
- Hagge
- Smedjebacken
- Söderbärke
- Vad